# Englische Badmintonmeisterschaft 1998
Die Englische Meisterschaft 1998 im Badminton fand vom 30. Januar bis zum 1. Februar 1998 im Dolphin L.C. in Haywards Heath statt.

## Finalresultate
| Disziplin    | Sieger                     | Finalist                          | Ergebnis         |
| ------------ | -------------------------- | --------------------------------- | ---------------- |
| Herreneinzel | Darren Hall                | Colin Haughton                    | 15:12 15:5       |
| Dameneinzel  | Julia Mann                 | Rebecca Pantaney                  | 11:5 11:1        |
| Herrendoppel | Chris Hunt Simon Archer    | Julian Robertson Nathan Robertson | 15:7 15:10       |
| Damendoppel  | Joanne Goode Donna Kellogg | Nichola Beck Joanne Davies        | 13:15 15:8 17:15 |
| Mixed        | Simon Archer Joanne Goode  | Chris Hunt Donna Kellogg          | 18:13 15:7       |